# VROOOM
| 전문가 평가   | 전문가 평가 |
| 평가 점수     | 평가 점수   |
| 출처          | 점수        |
| ------------- | ----------- |
| AllMusic      | [ 1 ]       |
| Trouser Press | favourable  |

《VROOOM》은 1994년에 발매된 영국의 프로그레시브 록 밴드 킹 크림슨의 미니 음반이자 EP로, 후속 음반 《THRAK》(1995년)의 동반자이다. 이 음반은 기타리스트 로버트 프립과 아드리안 벨류, 베이시스트 트레이 건과 토니 레빈, 드러머 빌 브루포드, 팻 마스텔로토의 "더블 트리오"가 참여한 최초의 킹 크림슨 음반이다.
《VROOOM》의 모든 수록곡(〈Cage〉와 〈When I Say Stop, Continue〉 제외)은 이듬해 《THRAK》 음반에 사용하기 위해 다시 녹음되었다.
이 음반의 스튜디오 리허설 동안 녹음된 일련의 기악적인 즉흥곡들이 5년 후 《The VROOOM Sessions》로 발매되었다.

## 곡 목록
모든 곡들은 아드리안 벨류, 빌 브루포드, 로버트 프립, 트레이 건, 토니 레빈 그리고 팻 마스텔로토에 의해 작사/작곡하였다.
| #  | 제목                          | 재생 시간 |
| -- | ----------------------------- | --------- |
| 1. | 〈VROOOM〉                    | 7:34      |
| 2. | 〈Sex Sleep Eat Drink Dream〉 | 4:42      |
| 3. | 〈Cage〉                      | 1:36      |
| 4. | 〈THRAK〉                     | 7:19      |
| 5. | 〈When I Say Stop, Continue〉 | 5:20      |
| 6. | 〈One Time〉                  | 4:25      |